# ハタ・ヨーガ
ハタ・ヨーガ（サンスクリット: हठयोग haṭhayoga IPA: [ɦəʈʰəˈjoːɡə]）はヨーガの一様式・一流派。別名ハタ・ヴィディヤー (हठविद्या) で、「ハタの科学」を意味する。
ハタ・ヨーガは、半ば神話化されたインドのヒンドゥー教の聖者で、シヴァ派の一派で仏教とヒンドゥー教シヴァ派が混然とした形態だったナート派の開祖ゴーラクシャナータが大成したとされる。ゴーラクシャナータの師は、仏教徒であったといわれるマツイェーンドラナータ（英語: Matsyendra）（マッツェーンドラナート）である。16世紀の行者スヴァートマーラーマのヨーガ論書『ハタ・ヨーガ・プラディーピカー』において体系的に説かれた。
「ハタ」はサンスクリット語で「力」（ちから）、「強さ」といった意味の言葉である。教義の上では、「太陽」を意味する「ハ」と、「月」を意味する「タ」という語を合わせた言葉であると説明され、したがってハタ・ヨーガとは陰（月）と陽（太陽）の対となるものを統合するヨーガ流派とされる。ゴーラクシャナータは師マツイェーンドラナータの認識論、宇宙生成論をほぼそのまま受け継ぎ、純粋精神である「最高のシヴァ神」に創造の意欲という「シャクティ」が生じ、その結果としてこの二大原理から因中有果論に従って残りの原理が展開し、「束縛されたシヴァ」が個我（ジーヴァ）として顕現するとした。人間は個我を形成するレベルの低次のシャクティによって体を維持しており、会陰部に「クンダリニー」（とぐろを巻いた蛇）として眠るこのシャクティをハタ・ヨーガによって目覚めさせ、頭頂にあるとされる「至高のシヴァ神」の元に上らせ、この二元を合一させ至高の歓喜を得ることを説いた。
スヴァートマーラーマは、ハタ・ヨーガとはより高いレベルの瞑想、つまりラージャ・ヨーガに至るための準備段階であり、身体を鍛錬し浄化する段階であると説明する。ムドラー（印相）と、プラーナーヤーマ（調気法）を中心としているが、シャトカルマによる浄化法もよく知られている。インドのゴーピ・クリシュナはこのハタ・ヨーガにより解脱を得たとしてその境地を説明する本を著し、欧米人の興味を掻き立てた。
健康やフィットネスを目的とするエクササイズとして20世紀後半に欧米で大衆的な人気を獲得したハタ・ヨーガは、多くの場合、単に「ヨーガ（ヨガ）」と呼ばれる。現在ハタ・ヨーガと呼ばれるものの多くは、19世紀後半から20世紀前半の西洋で発達した体操法などの西洋の身体鍛錬文化に由来し、インド独自の体系として確立した「新しいヨーガ」の系譜で、現代のハタ・ヨーガのアーサナは、伝統のハタ・ヨーガとのつながりは極めて薄いといわれる。現代広く普及している、独特のポーズ（アーサナ）を練習の中心に据えたヨーガは「創られた伝統」であった 。（詳細は#現代のハタ・ヨーガを参照）

## 歴史
『シッダ・シッダーンタ・パダッティ』
『シッダ・シッダーンタ・パダッティ』は土着的民間伝承によってゴーラクシャナータの作と伝えられるサンスクリット語のハタ・ヨーガの聖典で、現存する中ではかなり古い。アヴァドゥータ（英語: avadhuta）（エゴや二元性を超越した聖者）の伝説についての記述が多い。ドイツ出身のヨーガ研究者ゲオルク・フォイアシュタイン（英語: Georg Feuerstein）の『聖なる狂気』 (1991: p.105) はこれについて以下のように述べている。
「最古のハタ・ヨーガの聖典に『シッダ・シッダーンタ・パダッティ』があり、アヴァドゥータに関する詩が数多く記録されている。その一節（VI.20）には、変幻自在にあらゆる人格や役柄になりきる力について書かれている。ゴーラクシャナータは俗人のように振舞うこともあれば王のように振舞うこともあり、ある時は苦行者、またある時は裸の隠遁者のようであった。」
『ハタ・ヨーガ・プラディーピカー』
ハタ・ヨーガの総括的な教典は、スヴァートマーラーマが編纂した『ハタ・ヨーガ・プラディーピカー』である。著者自身は書名を『ハタ・プラディーピカー』と記している。『ハタ・ヨーガ・プラディーピカー』は、ゴーラクシャの著書とされる失伝した『ハタ・ヨーガ』や現存する『ゴーラクシャ・シャタカ』など、それ以前のサンスクリット語諸文献にもとづいて書かれているが、スヴァートマーラーマ自身のヨーガ経験についても記述がある。『ハタ・ヨーガ・プラディーピカー』にはさまざまな事項、例えばシャトカルマ（英語: shatkarma）（浄化）、アーサナ（坐法）、プラーナーヤーマ（調気法）、チャクラ（エネルギー中枢）、クンダリニー、バンダ（英語: :Bandha (Yoga)）（筋肉による締め付け）、クリヤー（英語: kriya）（行為、クンダリニー覚醒技法）、シャクティ（力）、ナディー（英語: Nadi (yoga)）（気道、脈管）、ムドラー（印相）といった事柄についての記載がある。
また、アーディナータ（英語: Adi Natha）（シヴァ神）、マツイェーンドラナータ、ゴーラクシャナータなど、多数の著名なヨーギンについての記述がある。
伝説・伝承
ハタ・ヨーガはシヴァ神が提唱したものと伝えられる。誰にも聞かれぬよう孤島で女神パールヴァティーにハタ・ヨーガの教義を授けたが、ある魚が2人の話を全て聞いてしまった。シヴァ神はその魚（マツヤ）へ慈悲を掛け、シッダ（成就者）に変えた。後にこのシッダはマツイェーンドラナータ（英語: Matsyendra）（マッツェーンドラナート）と呼ばれるようになった。マツイェーンドラナータはチャウランギーにハタ・ヨーガを伝えた。チャウランギーは手脚がなかったが、マツイェーンドラナータを見ただけで手脚を得ることができた。
また、ゴーラクシャナータの師であったマツイェーンドラナータは、ヨーガの実修に女性を伴い禁忌とされた五種の物質を使用する左道派となったが、ゴーラクシャナータが師をそこから救い出したと伝えられている。ゴーラクシャナータが左道化していたヨーガ行を純化し、立ち直らせた業績を讃える伝承であると思われる。
近代
ヨーガの歴史的研究を行ったマーク・シングルトンによれば、近代インドの傾向において、ハタ・ヨーガは望ましくない、危険なものとして避けられてきたという。ヴィヴェーカーナンダやシュリ・オーロビンド、ラマナ・マハルシら近代の聖者である指導者たちは、ラージャ・ヨーガやバクティ・ヨーガ、ジュニャーナ・ヨーガなどのみを語っていて、高度に精神的な働きや鍛錬のことだけを対象としており、ハタ・ヨーガは危険か浅薄なものとして扱われた。ヨーロッパの人々は、現在ではラージャ・ヨーガと呼ばれる古典ヨーガやヴェーダーンタなどの思想には東洋の深遠な知の体系として高い評価を与えたが、行法としてのヨーガとヨーガ行者には不審の眼を向けた。それは、17世紀以降インドを訪れた欧州の人々が遭遇した現実のハタ・ヨーガの行者等が、不潔と奇妙なふるまい、悪しき行為、時には暴力的な行為におよんだことなどが要因であるという。

## 伝統のハタ・ヨーガ
伝統的なハタ・ヨーガは総合的・全人的なヨーガ道である。具体的には制戒、坐法（アーサナ）、浄化法（シャトカルマ）、印相（ムドラー）、調気法（プラーナーヤーマ）、瞑想（ディヤーナ）である。
ヨーガには大きく分けて古典ヨーガとハタ・ヨーガという二つの流れがある。ハタ・ヨーガは生理的・身体的な修養を軸とする。また、古典ヨーガは心の作用の止滅を目指したのに対し、イメージを活用して心を統御しようとするハタ・ヨーガは、むしろ心の作用を活性化させる傾向を有するものと見ることができる。ハタ・ヨーガの古典『ゴーラクシャ・シャタカ』は、『ヨーガ・スートラ』の説く八支則（アシュターンガ、アシュタ＝八、アンガ＝肢）のうち、ヤマ（禁戒、制戒）とニヤマ（勧戒、内制）を除く六つをハタ・ヨーガの六支則とする（ハタ・ヨーガの六支則については後述）。スヴァートマーラーマは自身の著書『ハタ・プラディーピカー』の中で、ハタ・ヨーガをラージャ・ヨーガの前段階として位置づける。そして、ラージャ・ヨーガはハタ・ヨーガなしには成立せず、ハタ・ヨーガはラージャ・ヨーガなしでは成立しないと繰り返し述べている。ここでいうラージャ・ヨーガは一般に『ヨーガ・スートラ』の古典ヨーガのことと解される（例えば立川 2013, p. 100、山下 2009, p. 136 参照）。両者の主な相違点は、ラージャ・ヨーガで行う坐法は、瞑想状態を維持するために身体を整える目的で行われることである。したがってラージャ・ヨーガは瞑想に重点を置き、そのために蓮華座 (結跏趺坐)、達人座 (en:siddhasana)、安楽座 (en:sukhasana)、正座 (vajrasana) といったポーズを行う。ハタ・ヨーガは瞑想以外にも身体の訓練を目的とする坐法も行う。ラージャ・ヨーガで行うプラーナーヤーマ（調気法）に、バンダ (Bandha)（締め付け）を伴わないことと類似している。
ハタは熱い物と冷たい物のように相反するエネルギーを表す。（炎と水など陰陽の概念と同様に）男性と女性、プラスとマイナスなどである。ハタ・ヨーガは、身体を鍛練するアーサナと浄化の実践、呼吸のコントロール、そこから得られるリラクゼーションと瞑想によってもたらされる心の落ち着きを通して、精神と身体の調和を図る。アーサナは体の平衡を保つ訓練である。アーサナによってバランスが取れ、鍛えられると、心身ともに健康になり、瞑想の素養となる。ただし、痰や脂肪の多い人はプラーナーヤーマより先に浄化法を行うことが必要である。
アシュターンガとは、パタンジャリが編纂した『ヨーガ・スートラ』に書かれている8支則のことである。すなわち、倫理遵守に関わるヤマ (Yama)（禁戒）とニヤマ（勧戒）、アーサナ（坐法）、調気法であるプラーナーヤーマ（調息）、感官を外界から内に引き戻すプラティアハーラ（制感）、思念の集中であるダーラナー（凝念）、瞑想であるディヤーナ（静慮）、高度な心の抑止の境地であるサマーディ（三昧）の8つである。8支則は、正確には8段階の修養過程であり、段階ごとに効果が顕れ、それが次の段階の基礎となる。パタンジャリのアシュターンガ・ヨーガ（八支ヨーガ）はラージャ・ヨーガと混同されることも多いが、『ヨーガ・スートラ』自体にはラージャ・ヨーガという言葉は使われていない。
ハタ・ヨーガは、六支則に基づいてサマーディ（三昧）に到達しようとする。ハタ・ヨーガの六支則とは、アーサナ（坐法）、プラーナーヤーマ（調気法）、プラティヤーハーラ（制感）、ダーラナー（集中）、ディヤーナ（無心）、サマーディ（三昧）である。ハタ・ヨーガの原点となる教典は、サハジャーナンダの高弟であるスヴァートマーラーマによって書かれた『ハタ・ヨーガ・プラディーピカー』である。ハタ・ヨーガで重要なのはクンダリニーの覚醒である。ハタ・ヨーガの成果は次のように現れるとされる。身体が引き締まる、表情が明るくなる、神秘的な音が聞こえる、目が輝く、幸福感が得られる、ビンドゥー（英語: bindu）のコントロールができる、エネルギーが活性化する、ナディーが浄化される、など。

### プラーナーヤーマ（調気法）
プラーナ（生命力）とアヤマ（拡張する、または調節する意）の2語から成る言葉。プラーナーヤーマは呼吸を長くし、コントロールして整える。その方法には、レーチャカ（呼気）、プーラカ（吸気）、クンバカ（通常の吸って吐く程度の間呼吸を止めること、保息）の3種がある。プラーナーヤーマは精神的、身体的、霊的な力を高めるために行う。しかし危険を伴うこともあるため、習得できるまでは経験豊富な指導者の下で行うことが必要とされている。

## 現代のハタ・ヨーガ

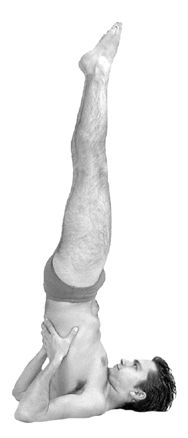
現代ヨーガのアーサナであるサルヴァンガーサナ（肩立ちのポーズ）

今日、さまざまな体位法（アーサナ）に重点を置くハタ・ヨーガが世界的に広まっているが、これは浄化法やムドラー、プラーナーヤーマを重視する古典的なハタ・ヨーガとは別物である。宗教社会学者の伊藤雅之は、現在実践されているアーサナの大半は、19世紀後半から20世紀前半に西洋で発達した身体文化（キリスト教を伝道するYMCAやイギリス陸軍によってインドに輸入された）を強調する運動に由来すると述べている。伊藤は、現代のアーサナの起源は、西洋式体操法などの西洋身体文化が、インド独自の体系として、伝統的な「ハタ・ヨーガ」の名でまとめられたものであると述べており、現在のアーサナと、『ヨーガ・スートラ』に代表される伝統的な古典ヨーガや中世以降発展した（本来の）ハタ・ヨーガとのつながりは極めて弱いと指摘している。
アーサナ偏重の現代ヨーガの基礎は20世紀前半に築かれた。19世紀のヨーロッパでは、精神だけでなく肉体を鍛えようとする「身体文化」が興隆した。20世紀に入ると、インドではその流れを受けて、国産のエクササイズを生み出そうとする動きが活発化した。近代ヨーガの立役者であるヴィヴェーカーナンダは19世紀末にハタ・ヨーガのアーサナに対して否定的な態度を取ったが、20世紀に入ってから体操的なものとして復興したアーサナ（実は、欧米の体操などの影響を強く受けている）は、パタンジャリすなわち『ヨーガ・スートラ』の伝統に基づくという解釈によって権威づけされた。その時代に身体文化としてのヨーガの推進に貢献した人物としては、ボンベイ（現ムンバイ）などで活躍したスワーミー・クヴァラヤーナンダ（1883年 - 1966年）、シュリー・ヨーゲーンドラ（1897年 - 1989年）、1930-40年代にマイソールでヨーガを指導したティルマライ・クリシュナマチャーリヤ（1888年 - 1989年）などが挙げられる。マニク・ラオに伝統的体育学と武闘術を学び、マーダヴァダースにヨーガを学んだクヴァラヤーナンダは、ヨーガを学問的に研究し、体育教育や病気治療に活用しようとした。彼は1924年にプネー近郊のローナヴァラにカイヴァリヤダーマ・ヨーガ研究所を創設し、ヨーガの研究と普及に努めた。
クリシュナマチャーリヤは現代ヨーガへの影響が大きい人物で、「現代ヨーガの父」とも呼ばれる。クリシュナマチャーリヤは1930年代にマイソールの藩王の宮殿でヨーガ教師の職を得て、ジャガンモハン宮殿内にヨーガ教室を開いた。当時マイソール藩王国を統治していたクリシュナ・ラージャ4世（1884年 - 1940年）は体育振興に熱心であり、クリシュナマチャーリヤが構築した体操的なアーサナのスタイルの背景には、1920～30年代のマイソールで振興が図られたさまざまな身体文化の要素があった。ノーマン・スジョーマンの研究では、マイソールの宮殿では王族が体操を実践していたと指摘され、マイソール・スタイルのヨーガの形成において宮殿にあった体操の教本が利用された可能性が示唆されている。伊藤博之は、クリシュナマチャーリヤは西洋の身体文化から発生した多様な体操法を自らのヨーガ・クラスに取り入れ、西洋式体操をインド伝統のハタ・ヨーガの技法として仕立て上げたとしている。クリシュナマチャーリヤはマイソールの宮殿で働き始めた年にクヴァラヤーナンダのカイヴァリヤダーマ・ヨーガ研究所を視察しているが、この時すでにクヴァラヤーナンダの「ヨーガ的体育」の教育プログラムは連合州に広まっていた。現代ヨーガのアーサナ体操の起源についての研究を行ったマーク・シングルトンは、そこでクリシュナマチャーリヤはヨーガをベースにした体育教育について教唆を受け、自分のヨーガ指導に応用したのではないかと考察している。アーサナを取り入れたインド国産の（その実、欧米の体操などの影響を強く受けている）身体訓練は、1920年代以降全国的に広まっていた。シングルトンは、クリシュナマチャーリヤが1930年代以降に教えたマイソール・スタイルのヨーガもその流れに乗ったもので、当時インドで国産のエクササイズとして広まっていた体育教育法のヴァリエーションであったと指摘している。また、クリシュナマチャーリヤは思想面にヴィヴェーカーナンダなどのヒンドゥー復興運動の思想と『ヨーガ・スートラ』を援用した。ヴィヴェーカーナンダはハタ・ヨーガの身体鍛錬を軽んじるどころか否定した。一方、『ヨーガ・スートラ』をハタ・ヨーガの教典よりも権威あるものとみなしたクリシュナマチャーリヤも、『ヨーガ・スートラ』には書かれていない浄化法（シャトカルマ）のような伝統的なハタ・ヨーガ技法は軽視してほとんど教えなかったが、アーサナ体操については『ヨーガ・スートラ』に基づくものとしてこれを正当化した。クリシュナマチャーリヤはハタ・ヨーガの古典にはない、近代ヨーガの体位であるシールシャーサナ（頭立ちのポーズ)やサルヴァンガーサナ（肩立ちのポーズ）に重点を置いた張本人といわれ、現代のほとんどのヨーガ教師は（クリシュナマチャーリヤとは直接関係のないシヴァーナンダなどの系統の人々も含めて）直接的・間接的に彼の教えの一部から影響を受けているといわれる。
クリシュナマチャーリヤは1924年から死去する1989年までヨーガを指導した。アーサナを中心とした現代のヨーガは、直接または間接的にクリシュナマチャーリヤの影響を受けているものが多い。彼が1930年代から20年ほどの間にマイソールで教えていた激しい体操的なヨーガのスタイルからは、躍動的なヨーガで知られるアシュターンガ・ヴィニヤーサ・ヨーガが生まれ、1990年代以降の北米で盛んなパワー・ヨーガなどもその派生である。
欧米にヨーガを広めた著名な弟子には、上記のアシュターンガ・ヴィニヤーサ・ヨーガの創始者パッタビ・ジョイス（英語: K. Pattabhi Jois）、正姿勢と補助道具が特徴のB・K・S・アイヤンガール、インドラ・デーヴィー (en:Indra Devi)、クリシュナマチャーリヤの子でヴィニヨーガ (en: Viniyoga) の創始者T・K・V・デーシカーチャール (en:T. K. V. Desikachar) が挙げられる。T・K・V・デーシカーチャールは、クリシュナマチャーリヤから継承したヨーガを広めるため、チェンナイにクリシュナマチャーリヤ・ヨーガ・マンディラムを創立した。
リシケーシュ のシヴァーナンダ（英語: Sivananda Saraswati）（1887年 - 1963年）と彼の多数の弟子たちも、影響力のある大きな流れを形成した。シヴァーナンダ・ヨーガ・ヴェーダーンタ・センター (en:Sivananda Yoga Vedanta Centres) を創立したヴィシュヌデーヴァーナンダ（英語: Swami Vishnu-devananda）、ビハール・ヨーガ学校 (en:Bihar School of Yoga) を創立したサティヤーナンダ（英語: Satyananda Saraswati）、インテグラル・ヨーガの創始者サッチダーナンダなど著名な指導者を輩出した。
パラマハンサ・ヨーガーナンダの弟でボディビルダーのB・C・ゴーシュ (Bishnu Charan Ghosh) も、1930年代以降に体操やボディビルディングを融合させたヨーガを広めた人物である。彼は1923年にコルカタで身体教育学校を開き、ボディビルディングを指導した。世界的に商業展開しているビクラム・チョードリーのビクラム・ヨーガは、自身がゴーシュの学校で教わった運動競技的なアーサナから派生したものである。

### 健康法としてのヨーガ

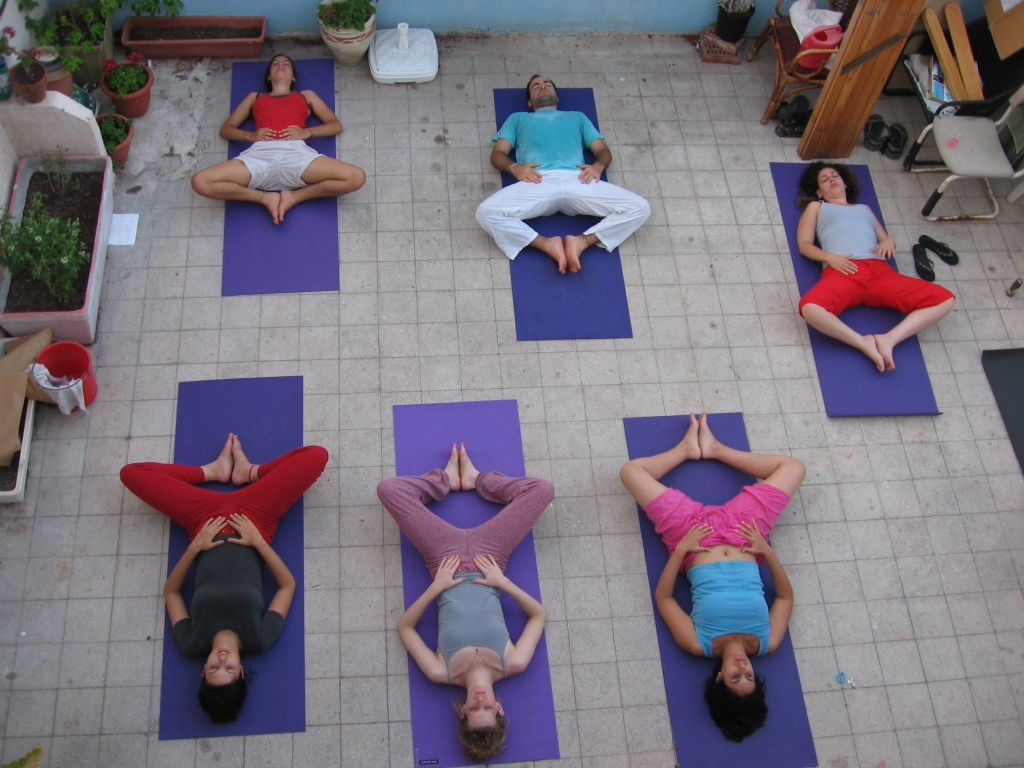
スプタ・バッダ・コーナ・アーサナ。横たわった合蹠（がっせき）のポーズ（合蹠の蝶のポーズ）の練習風景。

欧米で学習されているハタ・ヨーガの大半は、アーサナ（体位座法）が中心で、身体的なエクササイズの側面が重視されている。現在の研究で、入念に改変したヨガのポーズにより慢性的な腰痛が緩和され、歩行機能、運動機能を改善することが示されている。また、ストレス軽減の実際的方法論であるとも認識されており、他の通常のエクササイズと同様に生活の質を改善し、ストレスを緩和し、心拍数や血圧を下げ、不安やうつ症状、不眠を和らげ、全体的な体調、体力、柔軟性を向上させることが研究により示されている。様々な病気の予防や症状の改善に有益であると言う人もいる。しかし、一部の研究によると、ヨガで喘息は改善しない可能性があることが示され、ヨガと関節炎の関連を調査する研究では結論が分かれている。
ヨーガ・ジャーナル誌 (en:Yoga Journal) が行った2005年の調査“Yoga in America”の結果、米国でヨーガを習う人の数は1,650万人で、18 - 24歳のグループには前年比46%の伸びが見られた。
脚注リンク先の情報と翻訳元に記載の調査年度が異なる。
現代では、ハタ・ヨーガのテクニックを利用するアスリートや格闘家もいる。日本では、北米でヘルシー・ハッピー・ホーリー協会（3HOファウンデーション）を設立したインド人シク教徒Harbhajan Singh Khalsa、通称ヨギ・バジャンによるクンダリーニ・ヨーガ（ハタ・ヨーガ）に基づく呼吸法として、小山一夫が「火の呼吸」と呼ぶ呼吸法を指導している。（格闘家ヒクソン・グレイシーが行っている呼吸法であるという触れ込みで日本に広まったが、事実ではないと指摘されている。）火の呼吸は、全身をリラックスさせ姿勢をまっすぐに保ち、速いペースで鼻呼吸を行う。
ビクラム・ヨーガは高温多湿の部屋で26種のアーサナを連続的に行っていくという形式のもので、ホット・ヨーガとも呼ばれる（今日ではホット・ヨーガという用語はビクラム・ヨーガに限定されずに使われている）。部屋を高温にすると効果的にヨーガができるという発想は、1970年にビクラム・チョードリーが日本に開いたヨーガ教室で生徒たちがストーブを持ち寄って部屋を暖かくしたところ、冬の寒さにこごえていた身体が柔軟になったという経験がきっかけで生まれたという。チョードリーは1970年代初めに北米に進出し、1990年代には自分のヨーガをフランチャイズ制にした。一律のプログラムで運営される数百以上のヨーガ・スタジオが開設され、世界的ファーストフード店の名をもじって「マックヨーガ」と揶揄されることもある。ビクラム・ヨーガで怪我をしたり酸欠で倒れるという事故も起きている。